# مارسيلو ميلو
مارسيلو ميلو (بالإنجليزية: Marcelo Melo)‏ مواليد 23 سبتمبر 1983 في بيلو هوريزونتي، البرازيل، هو لاعب كرة مضرب برازيلي بدأ مسيرته كمحترف عام 1998.

## روابط خارجية
- مارسيلو ميلو على موقع رابطة محترفي التنس (الإنجليزية)
- مارسيلو ميلو على موقع الاتحاد الدولي لكرة المضرب (الإنجليزية)
- مارسيلو ميلو على موقع كأس ديفيز (الإنجليزية)
- مارسيلو ميلو على موقع خلاصة التنس.كوم (الإنجليزية)
- مارسيلو ميلو على موقع إي إس بي إن.كوم (الإنجليزية)
- مارسيلو ميلو على موقع أوليمبيديا (الإنجليزية)
- مارسيلو ميلو على موقع اللجنة الأولمبية البرازيلية (البرتغالية)